# Haworthia succinea
Haworthia succinea är en grästrädsväxtart som beskrevs av M. Hayashi. Haworthia succinea ingår i släktet Haworthia och familjen grästrädsväxter. Inga underarter finns listade i Catalogue of Life.